# Amiga Quartett: C.C. Catch
Amiga Quartett: C.C. Catch – minialbum niemieckiej piosenkarki C.C. Catch wydany w 1986 roku w Niemieckiej Republice Demokratycznej przez wytwórnię Amiga. EP zawiera cztery nagrania pochodzące z wydanego wcześniej drugiego albumu studyjnego artystki, Welcome to the Heartbreak Hotel.

## Lista utworów[1]
| Strona A | Strona A                     | Strona A |
| Nr       | Tytuł utworu                 | Długość  |
| -------- | ---------------------------- | -------- |
| 1.       | „Heartbreak Hotel”           | 3:33     |
| 2.       | „You Can’t Run Away From It” | 3:12     |
|          |                              | 6:45     |

| Strona B | Strona B          | Strona B |
| Nr       | Tytuł utworu      | Długość  |
| -------- | ----------------- | -------- |
| 1.       | „Heaven And Hell” | 3:39     |
| 2.       | „Wild Fire”       | 3:40     |
|          |                   | 7:19     |

## Autorzy[2]
- Muzyka: Dieter Bohlen
- Autor tekstów: Dieter Bohlen
- Śpiew: C.C. Catch
- Producent: Dieter Bohlen
- Aranżacja: Dieter Bohlen